# Corporation of Ranson
Corporation of Ranson is een plaats (town) in de Amerikaanse staat West Virginia, en valt bestuurlijk gezien onder Jefferson County.

## Demografie
Bij de volkstelling in 2000 werd het aantal inwoners vastgesteld op 2951.
In 2006 is het aantal inwoners door het United States Census Bureau geschat op 3957, een stijging van 1006 (34,1%).

## Geografie
Volgens het United States Census Bureau beslaat de plaats een oppervlakte van
2,2 km², geheel bestaande uit land.

## Plaatsen in de nabije omgeving
De onderstaande figuur toont nabijgelegen plaatsen in een straal van 16 km rond Corporation of Ranson.